# 抵抗！

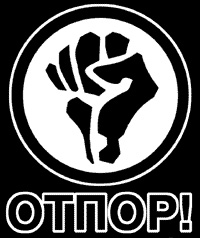
組織的標誌

抵抗！（塞尔维亚语西里尔字母：Отпор! 英文：Resistance!）是1998年至2004年塞尔维亚（当时是南斯拉夫联盟的一部分）的一个政治组织。
1998年至2000年期間，他們當時反对斯洛博丹·米洛舍维奇当局制定的政策，並且於2000年參與推翻斯洛博丹·米洛舍维奇的運動。在2000年10月米洛舍维奇被推翻之后，Otpor成为南斯拉夫的一個政治监督组织。它們要求新政府推动民主改革和反腐败，并且要与海牙国际刑事法庭合作。
2003年大选后不久，Otpor併入民主党（DS）。